# ثابت بن نعيم الجذامي
ثابت بن نعيم بن زرعة بن روح بن زنباع الجذامي  هو من أهل فلسطين، عاش في القرن الحادي عشر الميلادي، وكان رأسًا في أهل اليمن، غزا المغرب في أيام هشام بن عبد الملك مع حنظلة بن صفوان الكلبي، فأفسد عليه الجند، فشكاه حنظلة إلى هشام، فكتب إليه يأمره بتوجيهه إليه فوجهه إليه، فحبسه هشام حتى قدم مروان بن محمد على هشام فاستوهبه منه، فوهبه له فأشخصه معه إلى أرمينية فولّاه وحباه، فكفر إحسانه وعصاه في بعض أمره إذ كان يلي أرمينية، فاعتقله مروان ثم منّ عليه وأطلقه، وشهد بدمشق البيعة لمروان بن محمد بالخلافة، وولّاه مروان فلسطين، ثم أن ثابتًا كاتَبَ اليمانية وراسلهم حتى خلعوا مروان، ثم بعث مروان عسكرًا إلى فلسطين فهزم ثابت وأسر جماعة من وِلْده ثم تلطّف له عامل مروان على فلسطين فأخذه وبعث به إلى مروان إلى دمشق فقتله وقتل بنيه بدمشق. وولَّى فلسطين بداله الرماحس بن عبد العزيز.

## بعض خبره
ولما قُتل الوليد، كان مروان بن محمد بن مروان بن الحكم على أرمينية، وكان على الجزيرة عبدة بن رباح الغساني، وكان الوليد قد بعث بالصائفة أخاه، فبعث معه مروان بن عبد الملك، فلما انصرفوا من الصائفة، لقيهم بحرَّان خبر مقتل الوليد، فسار عبدة عن الجزيرة إلى الشام، فوثب عبد الملك بالجزيرة وحران، فضبطهما وكتب إلى أبيه مروان بأرمينية يستحثه طالبًا بدم الوليد بعد أن أرسل إلى الثغور من يضبطها، وكان معه ثابت بن نعيم الجذامي من أهل فلسطين، وكان صاحب فتنة، وكان هشام قد حبسه على إفساد الجند بإفريقية (تونس) عند مقتل كلثوم بن عياض، وتشفع فيه مروان، فأطلقه واتخذ عنده يدًا، فلما سار من أرمينية، دخل ثابت بن نعيم إلى أهل الشام في العود إلى الشام من وجه الفرات، واجتمع له الكثير من جند مروان وناهضه القتال، ثم غلبهم وانقادوا له، وحبس ثابت بن نعيم وأولاده، ثم أطلقهم من حران إلى الشام.
وبويع مروان بن محمد بن مروان بن الحكم، ويُكنى أبا عبد الله وأبا عبد الملك وأمه أم ولد، يقال لها زبادة، كانت لإبراهيم بن الأشتر النخعي، فصارت إلى محمد بن مروان يوم قُتِل إبراهيم، وإبراهيم على مقدمة مصعب بن الزبير، ومحمد على مقدمة أخيه عبد الملك بن مروان، وقيل أنها كانت حاملًا من إبراهيم، فجاءت بمروان على فراش محمد بن مروان، وكانت بنو أمية تكره أن تولى الخلافة أبناء أمهات الأولاد لأنها كانت ترى أن ذهاب ملكها على يدي ابن أمة، فكان ذلك مروان بن محمد، وكانت البيعة له يوم الاثنين لأربع عشرة ليلة خلَت من صفر سنة 127، ونزل حران بن أرض الجزيرة. وكان جميع من مالك من قبله من بنى أمية ينزلون دمشق، ومنهم من كان يتبدى، وكانت أيامه كلها فتنًا وحروبًا، ولم تصفَ له الأمور، وخالفه أهل حمص وخلعوا طاعته، فحصرهم وحاربهم دفعة بعد أخرى، وخلعه أهل مصر إلى أن سيَّر إليهم الجنود، فعادوا إلى طاعته، وخالفه بنو هشام بن عبد الملك سليمان وأبان وغيرهما مع من انضاف إليهم من بني أمية وحاربوه مرة بعد أخرى، وخالفه ثابت بن نعيم الجذامي، وأجابه كثير من أجناد الشام كفلسطين وغيرها.